# Alliance Premier League 1982-1983
L'Alliance Premier League 1982-1983 è stata la 4ª edizione del campionato inglese di calcio di quinta divisione.

## Squadre partecipanti
| Squadra            | Città                | Stagione precedente                                      |
| ------------------ | -------------------- | -------------------------------------------------------- |
| Altrincham         | Altrincham           | 11º posto in Alliance Premier League                     |
| Bangor City        | Bangor               | 9º posto in Alliance Premier League (promosso)           |
| Barnet             | Londra (High Barnet) | 18º posto in Alliance Premier League                     |
| Barrow             | Barrow-in-Furness    | 1º posto in Northern Premier League                      |
| Bath City          | Bath                 | 12º posto in Alliance Premier League                     |
| Boston United      | Boston               | 10º posto in Alliance Premier League                     |
| Dagenham           | Londra (Dagenham)    | 5º posto in Alliance Premier League                      |
| Enfield            | Londra (Enfield)     | 2º posto in Alliance Premier League                      |
| Frickley Athletic  | South Elmsall        | 15º posto in Alliance Premier League                     |
| Kettering Town     | Kettering            | 19º posto in Alliance Premier League                     |
| Maidstone United   | Maidstone            | 16º posto in Alliance Premier League                     |
| Northwich Victoria | Northwich            | 6º posto in Alliance Premier League                      |
| Nuneaton Borough   | Nuneaton             | 1º posto in Southern League Midland Division (promosso)  |
| Runcorn            | Runcorn              | 1º posto in Alliance Premier League                      |
| Scarborough        | Scarborough          | 7º posto in Alliance Premier League                      |
| Stafford Rangers   | Stafford             | 14º posto in Alliance Premier League                     |
| Telford United     | Telford              | 3º posto in Alliance Premier League                      |
| Trowbridge Town    | Trowbridge           | 17º posto in Alliance Premier League                     |
| Wealdstone         | Londra (Ruislip)     | 1º posto in Southern League Southern Division (promosso) |
| Weymouth           | Weymouth             | 9º posto in Alliance Premier League                      |
| Worcester City     | Worcester            | 4º posto in Alliance Premier League                      |
| Yeovil Town        | Yeovil               | 13º posto in Alliance Premier League                     |

## Classifica finale
|  | Pos. | Squadra            | Pt | G  | V  | N  | P  | GF | GS | DR  |
|  | ---- | ------------------ | -- | -- | -- | -- | -- | -- | -- | --- |
|  | 1    | Enfield            | 84 | 42 | 25 | 9  | 8  | 95 | 48 | +47 |
|  | 2    | Maidstone Utd      | 83 | 42 | 25 | 8  | 9  | 83 | 34 | +49 |
|  | 3    | Wealdstone         | 79 | 42 | 22 | 13 | 7  | 80 | 41 | +39 |
|  | 4    | Runcorn            | 74 | 42 | 22 | 8  | 12 | 73 | 53 | +20 |
|  | 5    | Boston Utd         | 72 | 42 | 20 | 12 | 10 | 77 | 57 | +20 |
|  | 6    | Telford Utd        | 71 | 42 | 20 | 11 | 11 | 69 | 48 | +21 |
|  | 7    | Weymouth           | 70 | 42 | 20 | 10 | 12 | 63 | 48 | +15 |
|  | 8    | Northwich Victoria | 64 | 42 | 18 | 10 | 14 | 68 | 63 | +5  |
|  | 9    | Scarborough        | 63 | 42 | 17 | 12 | 13 | 71 | 58 | +13 |
|  | 10   | Bath City          | 60 | 42 | 17 | 9  | 16 | 58 | 55 | +3  |
|  | 11   | Nuneaton Borough   | 58 | 42 | 15 | 13 | 14 | 57 | 60 | -3  |
|  | 12   | Altrincham         | 55 | 42 | 15 | 10 | 17 | 62 | 56 | +6  |
|  | 13   | Bangor City        | 55 | 42 | 14 | 13 | 15 | 71 | 77 | -6  |
|  | 14   | Dagenham           | 51 | 42 | 12 | 15 | 15 | 60 | 65 | -5  |
|  | 15   | Barnet             | 51 | 42 | 16 | 3  | 23 | 55 | 78 | -23 |
|  | 16   | Frickley Athletic  | 49 | 42 | 12 | 13 | 17 | 66 | 77 | -11 |
|  | 17   | Worcester City     | 46 | 42 | 12 | 10 | 20 | 58 | 87 | -29 |
|  | 18   | Trowbridge Town    | 43 | 42 | 12 | 7  | 23 | 56 | 88 | -32 |
|  | 19   | Kettering Town     | 40 | 42 | 11 | 7  | 24 | 69 | 99 | -30 |
|  | 20   | Yeovil Town        | 40 | 42 | 11 | 7  | 24 | 63 | 99 | -36 |
|  | 21   | Barrow             | 36 | 42 | 8  | 12 | 22 | 46 | 74 | -28 |
|  | 22   | Stafford Rangers   | 29 | 42 | 5  | 14 | 23 | 40 | 75 | -35 |

Legenda:
      Campione dell'Alliance Premier League 1982-1983.
      Ammesso al processo di elezione in Football League.
      Retrocesso in Northern Premier League 1983-1984.
Regolamento:
Tre punti a vittoria, uno a pareggio, zero a sconfitta.
In caso di arrivo di due o più squadre a pari punti, la graduatoria viene stilata secondo i seguenti criteri:
- differenza reti
- maggior numero di gol segnati

## Elezione in Football League
L'Enfield, campione di lega, è stato escluso dal processo elettivo, in quanto sprovvisto dei requisiti richiesti dalla Football League. Al suo posto è così subentrato il Maidstone United, 2º classificato.
| Club              | Lega                    | Voti | Verdetto   |
| ----------------- | ----------------------- | ---- | ---------- |
| Blackpool         | Fourth Division         | 52   | Rieletto   |
| Crewe Alexandra   | Fourth Division         | 49   | Rieletto   |
| Hereford United   | Fourth Division         | 49   | Rieletto   |
| Hartlepool United | Fourth Division         | 36   | Rieletto   |
| Maidstone United  | Alliance Premier League | 26   | Non Eletto |